# Mauro Zanotti
Mauro Andrés Zanotti (Bell Ville, Córdoba, Argentina; 14 de enero de 1985) es un futbolista argentino. Actualmente se encuentra sin club.

## Trayectoria
Surgido de las divisiones inferiores de Club Leones D.A.S. y B..
Jugó en la Primera División de Boca Juniors en 2003, ese mismo año pasó a ser parte de la Ternana Calcio de Italia donde disputó algunas temporadas y fue prestado al Potenza ASC en la temporada 2005/2006. Luego pasó a préstamo al Racing Club Portuense de la segunda división "B" de España. Donde tuvo dos ciclos con buenos rendimientos en las temporadas 2006/2007 y la 2007/2008 , el club agobiado por las deudas financieras tuvo que dale la baja y Zanotti finaliza su experiencia española en el último semestre del 2008 en el Puerto Real de la tercera división del país iberico.
En el año 2010 regresa en madre patria y juega un semestre para el Club Sarmiento de Leones y en el mes de julio de 2010 firma en el Club Atlético Policial donde disputará el torneo argentino "B".
Una destacada actuación en el equipo "norteño" le permite pasar al fútbol de su país.
En Bolivia jugó en Destroyers donde su destacada actuación le permitió llegar a fichar en el Club Jorge Wilstermann de Cochabamba, uno de los grandes equipos del fútbol Boliviano.
Participó de las selecciones argentinas Sub-15, 17 y 20 (con la que disputó el sudamericano Colombia 2005)

## Clubes
| Club                  | País      | Año         |
| --------------------- | --------- | ----------- |
| Boca Juniors          | Argentina | 2003        |
| Ternana               | Italia    | 2004 - 2005 |
| ASC Potenza           | Italia    | 2005 - 2006 |
| Racing Club Portuense | España    | 2007 - 2009 |
| Puerto Real CF        | España    | 2009        |
| Sarmiento de Leones   | Argentina | 2010        |
| Atlético Policial     | Argentina | 2010 - 2011 |
| Destroyers            | Bolivia   | 2011 - 2012 |
| Wilstermann           | Bolivia   | 2012 - 2014 |
| Real Potosí           | Bolivia   | 2014 - 2015 |
| Real Santa Cruz       | Bolivia   | 2015 - 2016 |
| Universidad           | Bolivia   | 2016 - 2017 |
| Blooming              | Bolivia   | 2018        |
| Argentinos Juniors    | Bolivia   | 2021        |